# Francis Alphonsus Bourne

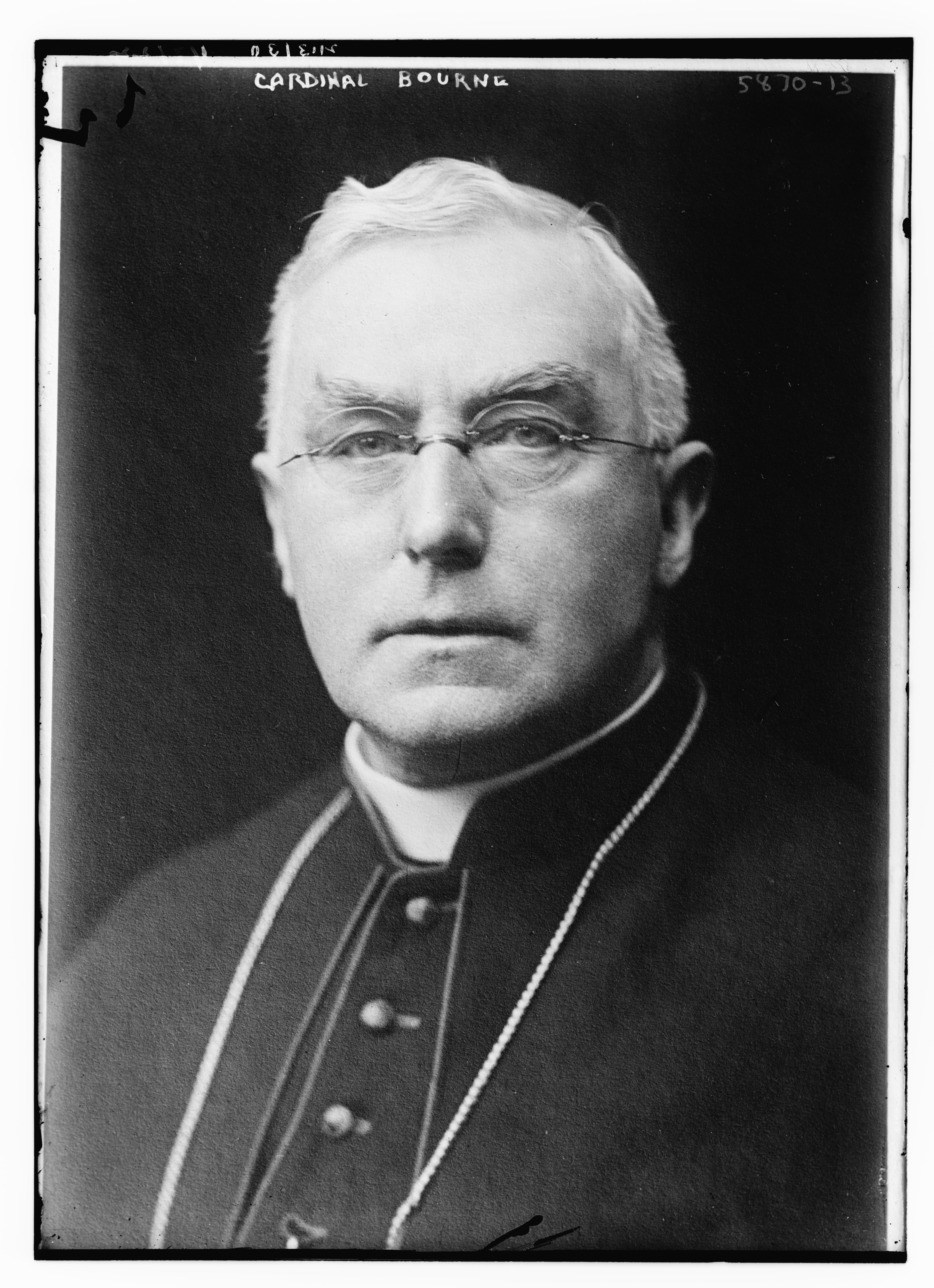
Francis Alphonsus Kardinal Bourne

Francis Alphonsus Kardinal Bourne (* 23. März 1861 in Clapham; † 1. Januar 1935 in London) war Erzbischof von Westminster.

## Leben

### Herkunft und frühe Jahre
Der Sohn eines englischen Beamten und einer irischen Mutter trat im Jahr 1867 ins St. Cuthbert College in Ushaw Moor, County Durham und im Jahr 1877 ins St. Edmund’s College in Ware ein. Er trat dem Orden der Dominikaner in Woodchester bei, verließ diesen aber im Jahr 1880. Von 1880 bis 1881 besuchte er das St Thomas’ Seminary in Hammersmith und ging dann zum Studium nach Frankreich ins Priesterseminar St. Sulpice in Paris und später nach Belgien an die Universität Löwen. Während seiner Zeit in Paris lernte er den italienischen Heiligen Don Bosco kennen und es gibt Gründe für die Annahme, dass er zumindest zeitweise überlegte, den Salesianern Don Boscos beizutreten.

### Priester und Bischof
Er empfing am 11. Juni 1884 die Priesterweihe und wirkte bis 1889 als Seelsorger in Blackheath, Mortlake und West Grinstead. Bourne war von 1889 bis 1891 Rektor des Konvikts in Henfield Place, zur gleichen Zeit begann er, am St. Johns Seminary in Wonersh zu lehren, dessen Rektor er am 14. März 1896 wurde. Papst Leo XIII. ernannte ihn 1895 zum Ehrenprälaten Seiner Heiligkeit.
Am 27. März 1896 wurde er zum Koadjutorbischof von Southwark und Titularbischof von Epiphania in Cilicia ernannt. Der Erzbischof von Westminster, Herbert Alfred Henry Kardinal Vaughan, spendete ihn am 1. Mai desselben Jahres in der St George’s Cathedral die Bischofsweihe; Mitkonsekratoren waren John Baptist Butt, Bischof von Southwark, und Thomas Whiteside, Bischof von Liverpool. Als Wahlspruch wählte er Ne cede malis (etwa: weiche nicht dem Bösen).

### Erzbischof und Kardinal

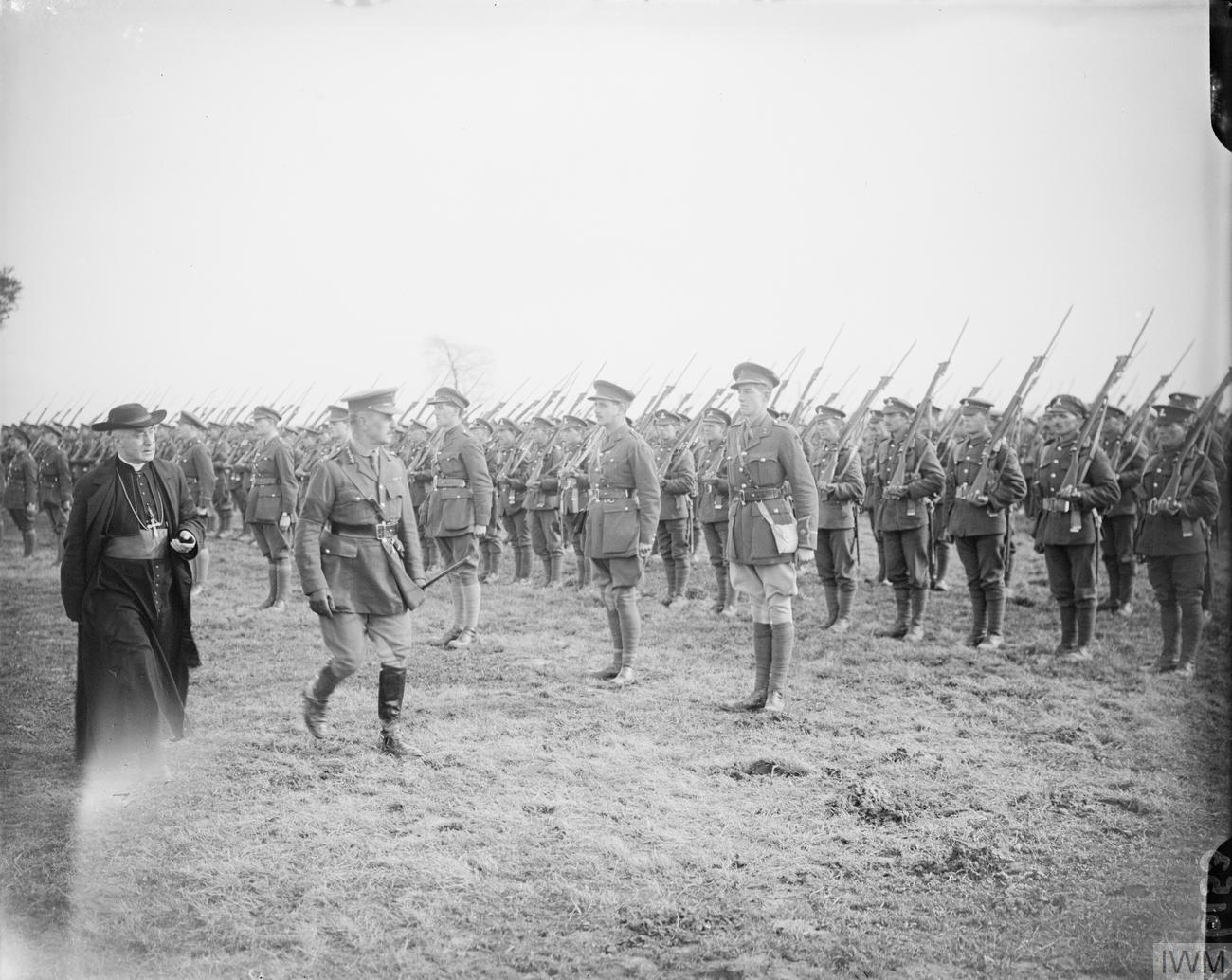
Kardinal Bourne (links vorne) zu Besuch an der Westfront in Ervillers (Oktober 1917)

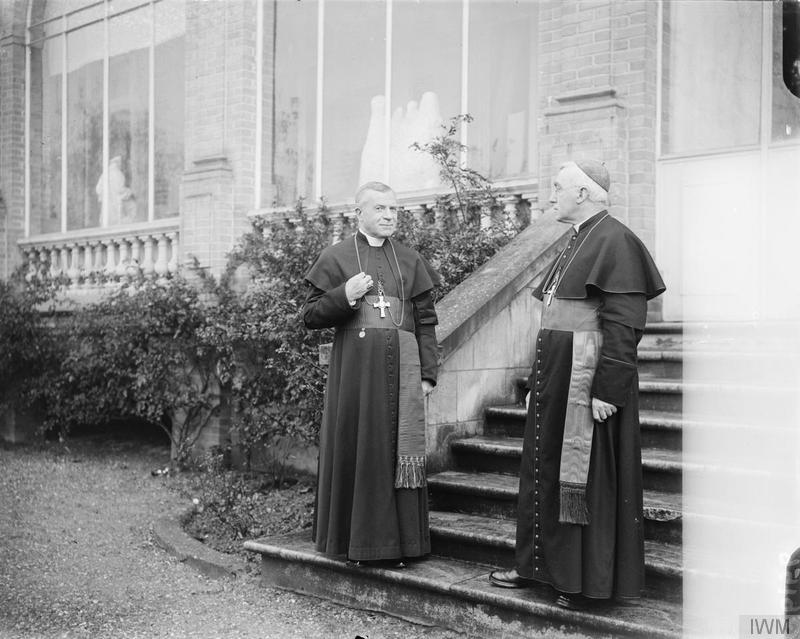
Francis Kardinal Bourne (re.) bei einem Treffen mit Louis-Ernest Kardinal Dubois (li.) in Rouen (1917)

Nach dem Rücktritt John Baptist Butts folgte er diesem als Bischof von Southwark am 9. April 1897 nach. Am 11. September 1903 wurde er zum Erzbischof von Westminster ernannt, damit wurde er zum geistlichen Oberhaupt der katholischen Kirche in England und Wales.
1907 wurde spekuliert, Bourne sei bei der Kardinalserhebung am 15. April des Jahres übergangen worden, weil er das Buch Lex orandi or Prayer and Creed von George Tyrrell approbiert habe.
Bekannt wurde Bourne, als im Jahr 1908 er entgegen einer staatlichen Verfügung, die eine von ihm geplante eucharistische Prozession im Rahmen des Eucharistischen Kongresses aus Sorge vor Unruhen verboten hatte, den eucharistischen Segen von der Loggia der Westminster Cathedral erteilte.
Papst Pius X. nahm ihn am 27. November 1911 als Kardinalpriester mit der Titelkirche Santa Pudenziana in das Kardinalskollegium auf. Er nahm an den Konklaven von 1914 sowie von 1922 teil, welche die Päpste Benedikt XV. bzw. Pius XI. wählten.
Bourne reagierte auf Ramsay MacDonalds Forderung nach einer Interpretation der Enzyklika Pius’ XI. Quadragesimo anno, die Katholiken verbot Sozialisten zu werden, durch einen englischen katholischen Prälaten mit der Feststellung: „Es gibt nichts in der Enzyklika, das Katholiken davon abschreckt Mitglieder der britischen Labour Party zu werden…“ Allerdings warnte der Kardinal die Katholiken weiterhin, vorsichtig zu sein gegenüber den „falschen Prinzipien, die manchmal Parteien beeinflussen“.
Der eher konservative Bourne war Gegner der Modernisten. Er unterstützte weder den Dialog der Religionen noch die Ökumene (er war vor allem gegen die Abhaltung der Mechelner Gespräche zwischen prominenten Anglikaner und Katholiken). Er verurteilte auch die Gewährung größerer Freiheit zu Scheidung sowie das Streikrecht. Er hat sich auch gewünscht, dass das Vereinigte Königreich den römisch-katholischen Glauben als seine Staatsreligion anerkennt. Andererseits trat er für die Rechte der Araber im damaligen britischen Mandatsgebiet Palästina ein und verurteilte Gewalttaten in Irland.
Er starb nach einem Jahr Krankheit in der erzbischöflichen Residenz in London mit 73 Jahren. Bourne wurde in seiner Alma Mater St Edmund’s College, Ware, Hertfordshire begraben, und zwar in der Kapelle, die in Erinnerung an die Collegemitglieder, die während des Ersten Weltkriegs gestorben waren, geschaffen worden war. Sein Herz wurde im Juni 1935 in der Kapelle des St John’s Seminary in Wonersh, Surrey beerdigt.